# Mendívil (Álava)
Mendívil (en euskera y oficialmente Mendibil) es un concejo del municipio de Arrazua-Ubarrundia, en la provincia de Álava. 

## Situación
El concejo está situado al norte de la ciudad de Vitoria. Se encuentra a 518m de altitud a orillas del río Zadorra en la carretera que va de Durana a Arroyabe.

## Despoblado
Forma parte del concejo una fracción del despoblado de:
- Sansoeta.[1]

## Historia
El concejo ha formado históricamente parte de la Hermandad de Arrazua y entró como parte de ella en el actual municipio de Arrazua-Ubarrundia.

## Demografía
| Gráfica de evolución demográfica de Mendívil entre 2000 y 2017 |
|                                                                |
| Población de derecho según los censos de población del INE.    |

## Fiestas
Sus fiestas patronales se celebran el tercer fin de semana de septiembre y son en honor de Santiago, patrón de España.